# Канзас (река)
Ка́нзас (англ. Kansas River) — река на северо-востоке штата Канзас, США. Правый приток реки Миссури. Составляет 238 км в длину; площадь водосборного бассейна — 155 695 км². Средний расход воды — 205 м³/с.
Образуется при слиянии рек Репабликан-Ривер и Смоки-Хилл, к востоку от города Джанкшен-Сити, округ Гири. Течёт преимущественно в восточном направлении и впадает в Миссури в городе Канзас-Сити, на высоте 219 м над уровнем моря. 89 160 км² водосбора реки Канзас находятся в штате Канзас (почти вся северная половина), 16 916 км² — в Небраске и 8775 км² — в Колорадо. Протяжённость Канзаса вместе с Репабликан-Ривер составляет 1196 км, что делает её 21-й самой длинной рекой США. Почти весь бассейн реки занимают Великие равнины.
Название реки берёт своё имя от названия индейского народа канза, проживавшего в этих местах. Река дала название штату Канзас.
Крупный приток — река Биг-Блу-Ривер. Другие притоки — Делавэр и Уакаруса.